# 아지만 클럽
아지만 클럽(아랍어: نادي عجمان)은 아지만을 연고지로 하는 아랍에미리트의 종합 축구 클럽이다. 축구단 외 풋살, 농구, 배구, 핸드볼 등 여러 종목의 선수단을 운영하고 있다. 알코르 스타디움을 홈 구장으로 사용하고 있다.

## 선수 명단

### 현역
참고: FIFA 자격 규정에 따라 소속된 국가대표팀 국기를 표시합니다. 선수는 복수의 FIFA 비회원국 국적을 가지고 있을 수 있습니다.
| 번호 | 포지션 | 국적   | 이름              |
| ---- | ------ | ------ | ----------------- |
| 23   | MF     | 모로코 | 압델하미드 사비리 |

| 번호 | 포지션 | 국적 | 이름 |
| ---- | ------ | ---- | ---- |